# Клан Кері
Клан Кері (ірл. – Clan Carey) – один з ірландських кланів. Клан Кері виник в давні часи в центральній частині Ірландії – в королівстві Міде, володів землями на території нинішніх графств Західний Міт та Кілдер, утворював своє невелике васальне королівство Кіарайде і вождь клану був королем цього королівства. Після англо-норманського завоювання ірландії клан Кері був вигнаний зі своєї землі і розселився по різних землях Ірландії, що пізніше стали графствами Корк, Мейо, Керрі, Клер, Кілкенні, Голвей, Міт, Тіпперері, Антрім. Лишається неясним, чи всі септи клану Кері споріднені між собою, чи походять від різних ірландських кланів, що змінили свою назву і стали називатися кланом Кері. Люди з клану Кері мігрували в ХІХ столітті в різні країни світу і нині прізвище Кері поширене в Америці, Англії, Австралії, Новій Зеландії.

## Походження назви клану Кері
Прізвище Кері є одним з найбільш поширених прізвищ в Ірландії. Зафіксовано велику кількість варіантів прізвища Кері, що походять від назви клану Кері, що колись в минулому теж мала багато варіантів. Щодо походження назви є багато припущень. Є версія, що назва походить від ірландського слова ciar – кяр – чорний, темний. Люди з клану Кері, що жили в графствах Кілдар, Західний Міт називали свій клан Ó Ciardha – О’Кяра. У графстві Корк люди називали клан Ó Ciaráin – О’Кярайн. У графствах Мейо, Керрі, Клер люди називали клан Ó Céirín – О’Кейрін. У тому ж графстві Мейо була ще поширена назва клану Ó Cearáin – О’Керайн. У графствах Корк, Кілкені клан називався Mac Giolla Céire – Мак Гіолла Кейре. У тому ж графстві Корк була ще назва клану Ó Ciarmhacháin – О’Кярвахен. У графствах Голвей та Міт в давні часи існував клан Мак Фіахра (ірл. -  Mac Fhiachra). Люди з цього клану стали називатися потім Кейрі (ірл. -  Keighry), Кехері (ірл. – Kehery). У графстві Тіпперері колись в давні часи існував клан О’Каррайн (ірл. - Ó Carráin) чи О’Коррайн (ірл. - Ó Corráin). Назва клану походила від ірландського слова carra – карра – спис. У графстві Антрім у давні часи був клан Mac Fhearadhaigh – Мак Ферадайг, Мак Ферай. Пізніше клан став називатися Мак Керрі (ірл. – MacCarry, MacCary). Назва Ферадайг походить від ірландського слова фер – fear -  «людина». 
Є ще цікаві версії походження назву клану Кері. Є версії, що назва має англійське походження: в Англії є замок Кері на річці Сомерсеті, є замок Кері Бартон на річці Кері в Девоні. Вважається, що ці назви походять від до кельтського слова кер, кар – камінь, жорсткий. Можливо, назва походить від кельтського кар – car – дорогий, приємний. У Нормандії, Бургундії, Франш-Конте зустрічалися прізвища de Carrey – де Кері. В Уельсі зустрічалися прізвища Carew, Caeriw – Карев, Керів, що походять від валійського слова caer – кер – фортеця. 

## Історія клану Кері
На землях клану південних О’Нейлів – Ві Нейлів (ірл. - Uí Néill) здавна проживав клан О’Кяра - О’Кярда (ірл. - Ó Ciardha). У ХІІ столітті під час англо-норманського завоювання Ірландії клан О’Кяра був вигнаний зі своїх земель. Землі клану захопили англо-норманські феодали Де Бермінгем (англ. - De Bermingham), що збудували замок на вершині пагорба, де колись було давнє городище клану О’Кяра. 
Септами клану Ва Кяра (ірл. - Ua Ciardha) були септи, що називалися Ва Кярдай (ірл. - Ua Ciardai), Рі Кайрпрі (ірл. - Ri Cairpri), О’Кері (ірл. - Ó Carey). Ці клани, а також королівство Кайпрі згадується в літописах Ольстера за 954 рік та в літописах Тігернаха за 993 рік. Зокрема згадується король Кайрпрі Мел Руайнінг хуа Кярда (ірл. – Mael Ruaining hua Ciardha, rí Cairpri), що, очевидно, був вождем клану Кері. 
Літописець О’Дувагайн (ірл. - Ó Dubhagáin) (помер у 1372 році) писав, що «поет О’Кяра (Ó Ciardha) з Кайбре походить від нащадків короля Ніла Дев’яти Заручників. Дувалтах Мак Фірвісі (ірл. - Dubhaltach Mac Fhirbhisigh) (біля 1400 року) пише, що «Кярда отримували прибутки від земель Кайбре». Клан Кері знову з'являється в документах графств Міт, Західний Міт, Оффалі в XVII столітті. Зокрема, О’Донован в 1862 році писав, що до клану Кері належали поети О’Дувагайн (ірл. - Ó Dubhagáin) та О’Удрін (ірл. - Ó hUidhrín) і що клан Кері колись називався О’Кяра. 
В ірландських літописах згадуються клани зі схожими назвами – О’Кіарайн (ірл. - Ó Ciaráin), О’Кейрін (ірл. - Ó Céirín), О’Кіарвахайн (ірл. -  Ó Ciarmhacháin), О’Керайн (ірл. -  Ó Cearáin). Зокрема, в літописі Ольстера за 1224 рік згадується про смерть короля королівства Кіарайде Лаха на Найрне на ймення Майгамайна мак Кейхернай (ірл. - Mathgamain mac Ceithernaigh h-Ui Ceirín, rí Ciaraidhe Lacha na Nairne).
Більшість септ клану Кері виникли, безперечно, від клану Кяра чи Кярда, що жив в королівстві Міде – у володіннях південних Ві Нейллів. Але септи з графств Корк та Вотерфорд, що здавна використовували назву О’Кярайн (ірл. - Ó Ciaráin), можливо, виникли окремо. 
Люди клану Кері часто згадуються в документах XVI століття. Це переважно англійські джерела, де вказується, що певні люди були «помилувані за бунт». Це були ватажки ірландських загонів, що чинили спротив англійській окупації і з якими англійська влада вимушена були йти на компроміс. Зокрема згадується в документах 1561 року Дермот мак Донох О’Кері (ірл. - Dermot mac Donoghe O’Cary) – «джентльмен, лорд і капітан» (судячи по всьому вождь клану з графства Корк), Моріс Кері (ірл. - Maurice Kerry) з графства Вексфорд у 1561 році, Патрік О’Керіне (ірл. - Patrick O' Kearine) з графства Корк у 1570 році, Джейис Кері (ірл. - James Cary) з графства Міт у 1582 році, О’Керане (ірл. - O' Kearane) з графства Корк у 1599 році, жінка Маргері Ні Кері (ірл. - Margery Ny Kerrye) з графства Корк у 1600 році, Вільям О’Кері (ірл. - William O'Carie) з графства Лонгфорд у 1602 році, Доннел О’Кеарайне (ірл. - Donnell O' Kearyne) з графства Корк у 1602 році, О’Керіне (ірл. - O' Keryne) з графства Клер у 1600. 
У документах 1641 року згадуються Кормак Кері (ірл. - Cormac Cary) з графства Західний Міт та Лаулін О’Кері (ірл. - Laughlin Ó Cary). У документах 1653 року згадуються Джон Кері (ірл. - John Kearie) та Катерін Кері (ірл. - Katherin Kery) з графства Лімерік. 
В ірландській армії короля Джеймса у 1688 – 1690 роках під час так званої «Війни двох королів» служив прапорщик Томас Кері (ірл. - Thomas Carey) у полку Баррета з графства Корк. У тій же армії служив Енсінг Кері (ірл. - Ensign Kery) в полку Крі. 
У XVII столітті багато ірландських імен та прізвищ спрощуються і починають писатися на англійський лад. Наприклад, Мак Брадайх почав писатися Бреді і т.д. Це ж стосується і назви клану Кері. В часи Кромвеля було здійснено перепис населення Ірландії сером Вільямом Петті. Згідно цього перепису прізвище Мак Керрі було найбільш поширеним в графстві Західний Міт, прізвище Кері було найбільш поширеним в графствах Міт та Оффалі. Там же зустрічалося прізвище Кергі. Серед землевласників зустрічаються: Вільям Кері (Кілбріттен, Корк), Теофіл Кері – шериф Корка, капітан Пітер Кері (Корк). Були ще якісь Керісвілл з Фермой. Судячи по всьому вони були не з ірландських Кері, а походили з графства Девоншир, Англія. Цей рід вимер у ХІХ столітті. 